# Danilo Almeida Alves
Danilo Almeida Alves (* 11. April 1991 in Baixa Grande), auch einfach nur Danilo Alves genannt, ist ein brasilianischer Fußballspieler.

## Karriere
Danilo Alves stand von 2010 bis 2015 bei den brasilianischen Vereinen Associação Portuguesa de Desportos, Luverdense EC, Quixadá FC, CA Penapolense, Portuguesa São Paulo, São Carlos FC, Avaí FC, Vila Nova FC, CA Sorocaba, CA Bragantino, Criciúma EC, EC São Bento und Grêmio Osasco Audax unter Vertrag. Im Januar 2016 ging er nach Europa. Hier unterschrieb er in Albanien einen Vertrag beim KS Flamurtari Vlora. Mit dem Verein aus Vlora spielte er in der ersten albanischen Liga, der Kategoria Superiore. Am 1. August 2018 wechselte er für einen Monat in die Türkei. Hier absolvierte er zwei Spiele für Afjet Afyonspor in der zweiten Liga. Im September 2018 kehrte er wieder nach Albanien zurück. Für Flamurtari absolvierte er insgesamt 83 Ligaspiele. 2019 stand er in Kasachstan beim Oqschetpes Kökschetau unter Vertrag. Der Klub aus Kökschetau spielte in der ersten Liga des Landes, der Premjer-Liga. Für den Verein stand er 27-mal auf dem Spielfeld. 2020 zog es ihn nach Südkorea, wo ihn der Suwon FC unter Vertrag nahm. Das Fußballfranchise aus Suwon spielte in der zweiten Liga. Für Suwon absolvierte er 12 Zweitligaspiele. Im Februar 2021 kehrte er nach Kasachstan zurück. Hier unterschrieb er einen Vertrag beim Erstligisten FK Qysyl-Schar SK. Für den Verein aus Petropawl spielte er elfmal in der ersten Liga. Mitte 2021 zog es ihn nach Thailand. Hier verpflichtete ihn der in der ersten Liga spielende Suphanburi FC aus Suphanburi. Am Ende der Saison 2021/22 belegte er mit dem Verein den 16. Tabellenplatz und musste somit in die zweite Liga absteigen. Nach dem Abstieg wechselte er nach Chonburi zum Erstligisten Chonburi FC. Nach 23 Erstligaspielen, in denen er 14 Treffer erzielte, wurde sein Vertrag im Sommer 2023 nicht verlängert. Am 1. Juni 2023 unterzeichnete Danilo einen Vertrag beim ebenfalls in der ersten Liga spielenden BG Pathum United FC. Nach 21 Ligaspielen, in denen er sechs Tore erzielte, wurde sein Vertrag im Sommer 2024 nicht verlängert. Im Juli 2024 wechselte er nach Indonesien zum Erstligisten PSS Sleman.